# Kościół św. Barbary w Żarkach
Kościół świętej Barbary – rzymskokatolicki kościół filialny należący do parafii Świętych Apostołów Szymona i Judy Tadeusza w Żarkach.
Świątynia została wzniesiona jako kościół szpitalny. Jest to orientowana, jednonawowa budowla wzniesiona zapewne pod koniec XVII wieku. Kościół posiada obszerne, nieco węższe w stosunku do nawy i zamknięte półkoliście prezbiterium. Od strony zachodniej dostawiona jest kwadratowa kruchta. Świątynia posiada dachy dwuspadowe pokryte gontem. nawę zwieńcza czworoboczna, drewniana wieżyczka na sygnaturkę. We wnętrzu kościoła są umieszczone trzy ołtarze. Główny reprezentuje styl klasycystyczny i powstał w drugiej połowie XVIII wieku. Znajduje się w nim obraz patronki świątyni, św. Barbary, reprezentujący styl barokowy. Również barokowe ołtarze boczne powstałe na początku XVIII wieku, które są poświęcone św. Katarzynie i św. Agnieszce, ozdobione są ich obrazami, namalowanymi w pierwszej połowie XVIII wieku. Msza święta w kościele odprawiana jest tylko raz w roku – w dniu 4 grudnia.